# レッスルマニアIX
レッスルマニアIX（レッスルマニアナイン、WrestleMania IX）は、1993年4月4日にアメリカ合衆国のプロレス団体WWE（当時はWWF）が開催した年間最大の興行およびPPVの名称である。

## 概要
レッスルマニア初の屋外会場での開催となった本大会は、ブレット・ハートとハルク・ホーガンを中心とした2つのストーリーを軸に構成された（WWFタッグ王者からインターコンチネンタル王者へと順調にサクセス・ストーリーを歩み、遂にはリック・フレアーを破ってWWF王者になったハートが、ロイヤルランブルを制したヨコズナを挑戦者に迎える防衛戦。さらに、長期間リングから遠ざかっていたホーガンが、長年ライバル関係にあり互いの手の内を知り尽くしたテッド・デビアスとタッグマッチで対戦する復帰戦。そして最後には、ハートから王座を奪取したヨコズナにホーガンが急遽挑戦するというストーリー）。
- 2013年まで連勝記録21を記録したジ・アンダーテイカーであるが、本大会のジャイアント・ゴンザレス戦だけが唯一の反則勝ちとなっている。

- ステロイド裁判やハリウッド転身等の問題でビンス・マクマホンとの仲に亀裂が生じていたホーガンは本大会後にWWFを退団したため、1980年代からの政権期においては、これが最後のレッスルマニア出場となった。

- ヨコズナはWWFデビューから約5ヶ月でレッスルマニアのメイン戦出場と、史上最速の記録達成であった。

- ホーガンが片目に青あざを作って試合に出場しているが、これはランディ・サベージが当時の妻とホーガンとの不倫を知り、ホーガンを殴ったためであり、ストーリーラインとは関係のない私生活上の出来事だった[1][2]。

- 当初はバンバン・ビガロとカマラのシングルマッチも組まれていたが、直前になって時間制約の関係でキャンセルされた[3]。

- リック&スコットのスタイナー・ブラザーズとヘッドシュリンカーズのファトゥは初期のWCWでも抗争を展開していた（当時、ファトゥは実兄のサモアン・サベージ（英語版）とのコンビで活動）。1989年のスターケードでのワンナイト・タッグチーム・リーグ戦ではスコットがオーバー・ザ・トップロープで反則負けを喫したが[4]、本大会ではスコットがフィニッシャーのフランケンシュタイナーでフォール勝ちを収めた。

## 結果
- ダーク・マッチ -Dark match-

○ティト・サンタナ vs パパ・シャンゴ
- WWFインターコンチネンタル王座戦 -WWF Intercontinental Championship-

●ショーン・マイケルズ (c) (w / ルナ・バション) vs タタンカ (w / センセーショナル・シェリー) ○
マイケルズのカウントアウト負けのため王座移動は無し
- ○ザ・スタイナー・ブラザーズ (リック・スタイナー&スコット・スタイナー) vs ザ・ヘッドシュリンカーズ (ファトゥ&サムゥ) (w / アファ) ●

- ○ドインク・ザ・クラウン vs クラッシュ●

- ○レイザー・ラモン vs ボブ・バックランド●

- WWFタッグ王座戦 -WWF Tag Team Championship-

○マネー・インク (テッド・デビアス&IRS) (c) vs ザ・メガマニアックス (ハルク・ホーガン&ブルータス "ザ・バーバー" ビーフケーキ) (w / ジミー・ハート) ●
- ○"ザ・ナルシシスト" レックス・ルガー vs ミスター・パーフェクト●

- ○ジ・アンダーテイカー (w / ポール・ベアラー) vs ジャイアント・ゴンザレス (w / ドクター・ハービー・ウィップルマン) ●

ゴンザレスの反則負け
- WWF王座戦 -WWF Championship-

●ブレット "ヒットマン" ハート (c) vs ヨコズナ (w / ミスター・フジ & ジム・コルネット) ○
- WWF王座戦 -WWF Championship-

●ヨコズナ (c) (w / ミスター・フジ & ジム・コルネット) vs ハルク・ホーガン○